# COVID-19 в Чехии
| информация от МЗ ЧР на момент введения карантина от COVID-19        |
| ------------------------------------------------------------------- |
| Перечень больниц для экстренной госпитализации при коронавирусе     |
| Перечень лабораторий для проведения тестов на наличие коронавируса  |
| Прямые контакты для экстренной помощи по вопросам COVID-19          |
| Виртуальная служба информационной помощи в текстовом режиме"Анежка" |
| Все службы работают в круглосуточном режиме без выходных            |

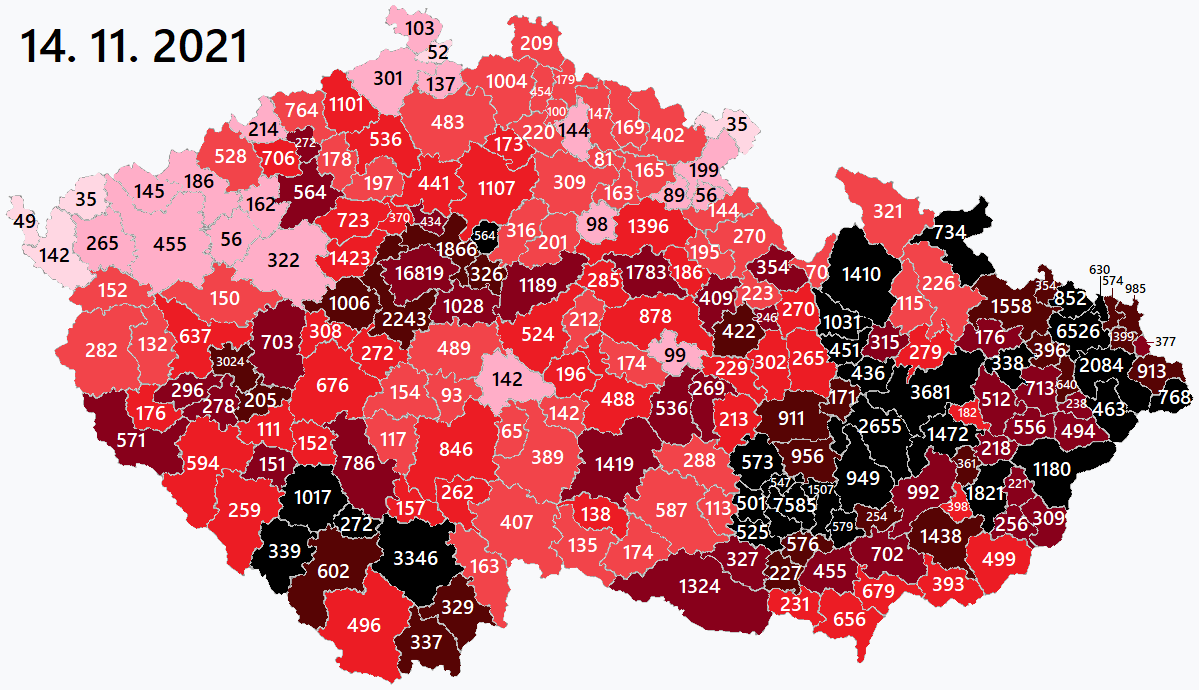
Карта активных случаев коронавируса в муниципалитетах с расширенными полномочиями (по состоянию на 6 марта 2021 года).

Коронавирус SARS-CoV-2 в Чехии был зафиксирован 1 марта 2020 года. На этот момент было подтверждено 3 первых случая заражения коронавирусной инфекцией COVID-19. Все три случая связаны с пребыванием этих людей в Северной Италии. Первым был мужчина, который вернулся с конференции в Удине, другой — женщина (турист, гражданка США), которая учится в Милане, а третий — мужчина, который вернулся с лыжного курорта в городе Ауронцо-ди-Кадоре.
12 марта 2020 года с 14:00 Правительство Чехии ввело чрезвычайное положение сроком на 30 дней и объявлен карантин на всей территории республики.
5 октября 2020 года с 00:00 Правительство Чехии вновь ввело чрезвычайное положение, сроком на 30 дней, в связи с обострением эпидемической ситуации, связанной с коронавирусом SARS-CoV-2.
По состоянию на 13:00 13 мая 2021 года на территории Чехии проведено 6 937 202 ПЦР теста и 8 807 452 антигенных теста, подтверждено 1 648 667 случаев заражения коронавирусом, 1 586 400 человек выздоровело, 29 787 умерло. Показатель смертности из числа инфицированных составил 1,89 %.

## Введённые ограничения
| Дата     | Заразилось | Заразилось | Выздоровело | Выздоровело | Умерло  | Умерло | Протестировано | Протестировано |
| Дата     | Прирост    | Всего      | Прирост     | Всего       | Прирост | Всего  | Прирост        | Всего          |
| -------- | ---------- | ---------- | ----------- | ----------- | ------- | ------ | -------------- | -------------- |
| 1 марта  | 3          | 3          | 0           | 0           | 0       | 0      | 11             | 211            |
| 2 марта  | 0 (=)      | 3          | 0           | 0           | 0       | 0      | 51             | 262            |
| 3 марта  | 2 (66 %)   | 5          | 0           | 0           | 0       | 0      | 78             | 340            |
| 4 марта  | 0 (=)      | 5          | 0           | 0           | 0       | 0      | 67             | 407            |
| 5 марта  | 3 (60 %)   | 8          | 0           | 0           | 0       | 0      | 76             | 483            |
| 6 марта  | 11 (137 %) | 19         | 0           | 0           | 0       | 0      | 111            | 594            |
| 7 марта  | 7 (36 %)   | 26         | 0           | 0           | 0       | 0      | 193            | 787            |
| 8 марта  | 6 (23 %)   | 32         | 0           | 0           | 0       | 0      | 141            | 928            |
| 9 марта  | 6 (19 %)   | 38         | 0           | 0           | 0       | 0      | 265            | 1193           |
| 10 марта | 25 (66 %)  | 63         | 0           | 0           | 0       | 0      | 165            | 1358           |
| 11 марта | 31 (49 %)  | 94         | 0           | 0           | 0       | 0      | 458            | 1816           |
| 12 марта | 22 (23 %)  | 116        | 0           | 0           | 0       | 0      | 537            | 2353           |
| 13 марта | 25 (21 %)  | 141        | 0           | 0           | 0       | 0      | 741            | 3094           |
| 14 марта | 48 (34 %)  | 189        | 0           | 0           | 0       | 0      | 971            | 4065           |
| 15 марта | 109 (55 %) | 298        | 0           | 0           | 0       | 0      | 1003           | 5068           |
| 16 марта | 85 (28 %)  | 383        | 3           | 3           | 0       | 0      | 1234           | 6302           |
| 17 марта | 67 (17 %)  | 450        | 0           | 3           | 0       | 0      | 1362           | 7664           |
| 18 марта | 110 (24 %) | 560        | 0           | 3           | 0       | 0      | 1738           | 9402           |
| 19 марта | 205 (37 %) | 765        | 0           | 3           | 0       | 0      | 2217           | 11 619         |
| 20 марта | 124 (16 %) | 889        | 1           | 4           | 0       | 0      | 2085           | 13 704         |
| 21 марта | 158 (18 %) | 1047       | 2           | 6           | 0       | 0      | 1880           | 15 584         |
| 22 марта | 114 (11 %) | 1161       | 0           | 6           | 1       | 1      | 1793           | 17 377         |
| 23 марта | 126 (11 %) | 1287       | 1           | 7           | 0       | 1      | 2247           | 19 624         |
| 24 марта | 185 (14 %) | 1472       | 3           | 10          | 2       | 3      | 2976           | 22 600         |
| 25 марта | 291 (20 %) | 1 763      | 0           | 10          | 3       | 6      | 4 098          | 26 698         |
| 26 марта | 259        | 2 022      | 0           | 10          | 3       | 9      | 4429           | 31 127         |
| 27 марта | 373        | 2 395      | 1           | 11          | 0       | 9      | 5 247          | 36 374         |
| 28 марта | 262        | 2 657      | 0           | 11          | 2       | 11     | 4 326          | 40 700         |
| 29 марта | 160        | 2 817      | 0           | 11          | 5       | 16     | 2 790          | 43 498         |
| 30 марта | 184        | 3 001      | 14          | 25          | 7       | 23     | 5 309          | 48 811         |
| 31 марта | 307        | 3 308      | 20          | 45          | 8       | 31     | 6 206          | 55 017         |
| Дата     | Заразилось | Заразилось | Выздоровело | Выздоровело | Умерло  | Умерло | Протестировано | Протестировано |
| Дата     | Прирост    | Всего      | Прирост     | Всего       | Прирост | Всего  | Прирост        | Всего          |
| 1 апр.   | 281        | 3 589      | 16          | 61          | 8       | 39     | 5 973          | 60 990         |
| 2 апр.   | 269        | 3 858      | 10          | 71          | 5       | 44     | 6 291          | 67 281         |
| 3 апр.   | 332        | 4 190      | 3           | 74          | 9       | 53     | 6 889          | 74 170         |
| 4 апр.   | 152        | 4 362      | 4           | 78          | 6       | 59     | 6 134          | 80 304         |
| 5 апр.   | 125        | 4 587      | 18          | 96          | 12      | 71     | 4 710          | 85 014         |
| 6 апр.   | 235        | 4 822      | 31          | 127         | 13      | 84     | 6 233          | 91 247         |
| 7 апр.   | 195        | 5 017      | 35          | 172         | 9       | 93     | 5 345          | 96 681         |
| 8 апр.   | 295        | 5 312      | 61          | 233         | 12      | 105    | 10 164         | 106 845        |
| 9 апр.   | 257        | 5 569      | 68          | 301         | 7       | 112    | 8 013          | 114 858        |
| 10 апр.  | 163        | 5 732      | 45          | 346         | 7       | 123    | 5 427          | 120 285        |
| 11 апр.  | 170        | 5 902      | 65          | 411         | 7       | 133    | 3 861          | 124 126        |
| 12 апр.  | 89         | 5 991      | 53          | 464         | 6       | 139    | 4 233          | 128 359        |
| 13 апр.  | 68         | 6 059      | 55          | 519         | 11      | 158    | 3 183          | 131 542        |
| 14 апр.  | 82         | 6 141      | 123         | 642         | 8       | 166    | 6 130          | 137 672        |
| 15 апр.  | 160        | 6 301      | 177         | 819         | 0       | 166    | 8 332          | 146 004        |
| 16 апр.  | 132        | 6 433      | 153         | 972         | 3       | 169    | 8 303          | 154 307        |
| 17 апр.  | 116        | 6 549      | 202         | 1 174       | 7       | 179    | 8 226          | 162 533        |
| 18 апр.  | 105        | 6 654      | 53          | 1 227       | 2       | 181    | 5 563          | 168 096        |
| 19 апр.  | 92         | 6 746      | 71          | 1 278       | 8       | 193    | 4 127          | 172 193        |
| 20 апр.  | 154        | 6 900      | 261         | 1 559       | 6       | 199    | 6 424          | 178 617        |
| 21 апр.  | 133        | 7 033      | 194         | 1 753       | 5       | 204    | 8 301          | 186 918        |
| 22 апр.  | 99         | 7 132      | 236         | 1 989       | 2       | 206    | 8 807          | 195 725        |
| 23 апр.  | 55         | 7 187      | 138         | 2 593       | 3       | 209    | 7 897          | 203 622        |
| 24 апр.  | 86         | 7 273      | 141         | 2 734       | 6       | 215    | 7 083          | 210 705        |
| 25 апр.  | 79         | 7 352      | 71          | 2 805       | 4       | 219    | 4 411          | 215 116        |
| 26 апр.  | 52         | 7 404      | 19          | 2 824       | 3       | 222    | 3 358          | 218 474        |
| 27 апр.  | 41         | 7 445      | 69          | 2 893       | 1       | 223    | 7 751          | 226 225        |
| 28 апр.  | 59         | 7 504      | 67          | 2 960       | 4       | 227    | 8 739          | 234 985        |
| 29 апр.  | 39         | 7 543      | 64          | 3 024       | 0       | 227    | 3 369          | 238 354        |
| 30 апр.  | 38         | 7 581      | 96          | 3 120       | 0       | 227    | 3 734          | 242 088        |

Начиная с 0 часов 12 марта 2020 года до 6 часов 24 марта 2020 года запрещено свободное передвижение людей по всей территории Чешской Республики, за исключением поездок, связанных:
— с работой или личным бизнесом, или другой подобной деятельностью;
— с необходимостью в обеспечении предметами первой необходимости своей семьи или родственников (например, покупка продуктов питания, лекарств и медицинских изделий, санитарных товаров, косметики и других сухих товаров, корма для животных и других предметов снабжения), включая потребности родственников и близких, уход за детьми, уход за животными, использование необходимых финансовых и почтовых услуг, заправка;
— с удовлетворением потребностей и услуг (указанных в предыдущем пункте) для другого лица (например, волонтёрство, помощь по месту жительства);
— с посещением медицинских и социальных учреждений, включая предоставление необходимых услуг сопровождения для родственников и близких, а также в ветеринарные учреждения;
— с решением неотложных официальных вопросов, включая сопровождение родных и близких;
— с выполнением функций профессиональных или других видов деятельности с целью обеспечения безопасности, внутреннего порядка и урегулирования кризисов, охраны здоровья, предоставления медицинской или социальной помощи, включая волонтёрство, оказания индивидуальной духовной помощи, обеспечения функционирования общественного транспорта и другой инфраструктуры, услуг населению, включая снабжение и ветеринарную помощь;

Цель введения карантина — недопущение одновременной пиковой нагрузки на медицинские учреждения и распределение её во времени

— с пребыванием на природе или в парках;
— с возвращением к месту проживания;
— с проведением похорон;
Начиная с 19 марта 2020 года с 00:00

— всем лицам запрещается перемещаться и находиться в любом месте за пределами своего места жительства без средств защиты органов дыхания (нос, рот). Для предотвращения капельной инфекции могут использоваться для защиты респиратор, вуаль, маска для лица, шарф, шаль или другие средства;

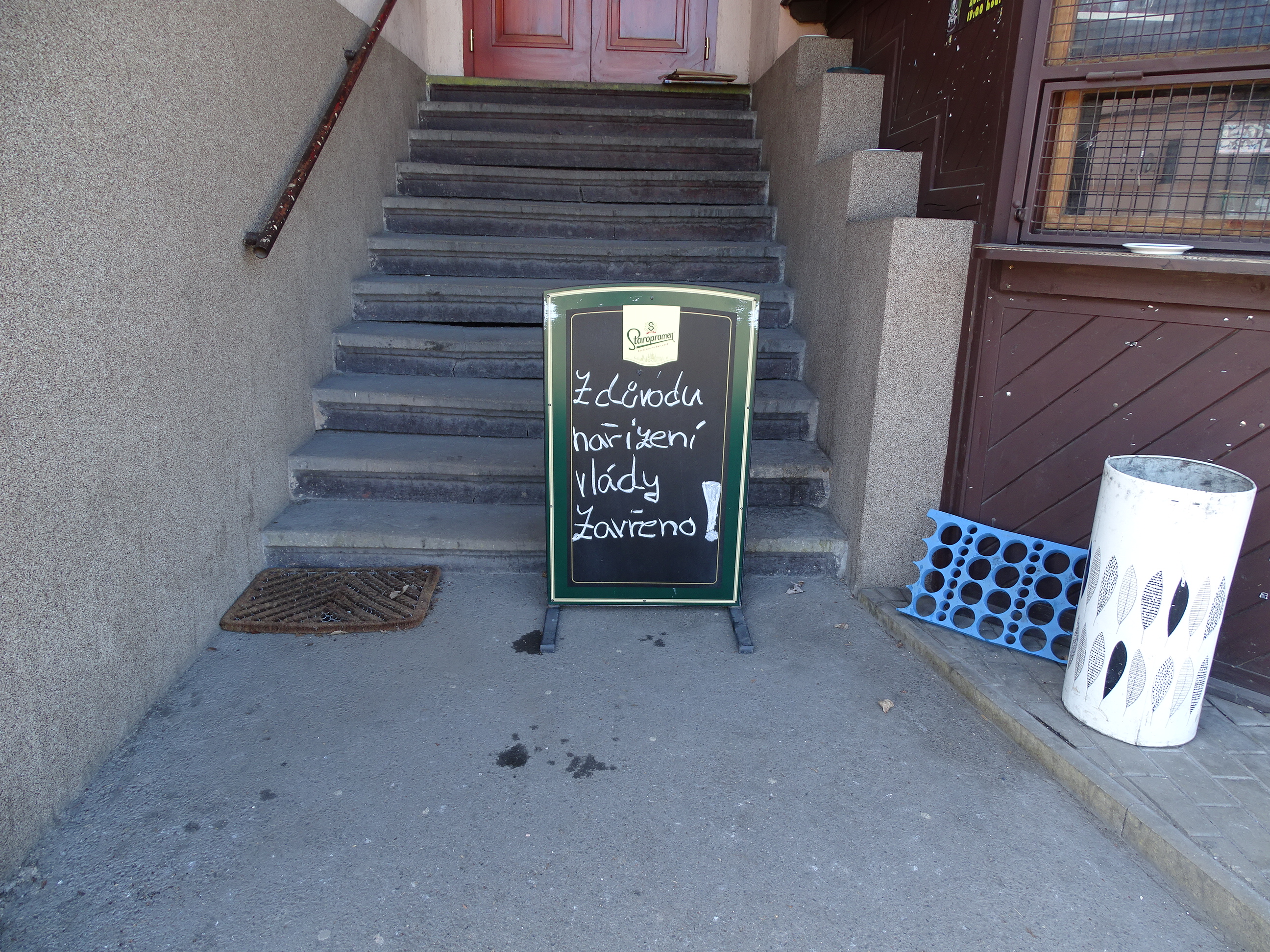
с 14 марта введён запрет на посещение ресторанов и баров

— всем лицам, имеющим подтверждение о работе на трансграничных с другими странами территориях, предписано максимально ограничить передвижение по Чешской Республике для удовлетворения личных необходимых потребностей за исключением:
— необходимых поездок к семье или родственникам;
— поездок, необходимых для обеспечения основных потребностей и услуг для другого человека (например, волонтёрство, помощь по месту жительства);
— поездок связанных с решением неотложных официальных вопросов, включая обеспечение необходимого сопровождения родных и близких;
Лица, имеющие подтверждение о работе на трансграничных с другими странами территориях обязаны пройти контроль на симптомы инфекционных заболеваний при пересечении национальной границы.
В случае если у них диагностировано инфекционное заболевание, они обязаны оказывать необходимую помощь медицинским работникам при взятии у них биологического образца для обнаружения присутствия COVID-19.

## Статистика в графиках
*ИВЛ: Искусственная вентиляция лёгких
EКMO: Экстракорпоральная мембранная оксигенация(прогрессивный метод жизненной поддержки)
*ссылка: https://onemocneni-aktualne.mzcr.cz/covid-19
* Количество случаев заболевания COVID-19 подтверждённых лабораториями и гигиеническими станциями 

## Развитие ситуации с момента введения карантина в 2020 году

### 16—22 марта
16 марта
На 16 марта в Чехии зафиксировано 383 заболевших. Был создан Центральный кризисный штаб.
Открыта «горячая линия» под номером 1212. Министерство здравоохранения открыло онлайн чат.
17 марта
Ремдесивир, первоначально разработанный Gilead Sciences для лечения лихорадки эбола, был одобрен для экспериментального применения у пациентов с COVID19 в тяжёлом состоянии 17 марта 2020 года.
23 марта водитель Uber, госпитализированный в Праге, был первым пациентом в Чешской Республике, получившим ремдесивир. Пациент находился на экстракорпоральной мембранной оксигенации (ЭКМО) более недели до начала лечения ремдесивиром. Состояние пациента незначительно улучшалось на короткое время до того, как ему дали лечение ремдесивиром, но в целом оставалось очень тяжёлым.
После начала применения ремдесивита его состояние улучшалось в течение нескольких дней. После четырёх доз врачи могли снять его с ЭКМО и вернуться к аппарату искусственного дыхания 27 марта. Для пациента было запланировано ещё шесть доз.
За сутки добавилось 67 заболевших. Были вылечены первые 3 заболевших. Все они из Устецкого края. Министерство здравоохранения временно разрешило использование экспериментального препарата Ремдесивир американской компании Gilead для лечение одного больного заражённого COVID-19.
18 марта
Добавилось 110 заболевших. В Чехию из Китая поступило 150 тыс. экспресс-тестов на коронавирус. Автомобильный концерн «Škoda Auto» остановил свою работу до 6 апреля.
19 марта
За сутки добавилось 205 заболевших. Ведены ограничения на посещение продовольственных магазинов и специализированных магазинов бытовой химии и гигиены с 7:00 до 9:00. В указанное время в них могут обслуживаться только лица старше 65 лет, а также лица старше 50 лет с особо тяжёлой инвалидностью требующие сопровождение (ZTP-P) и лица работающие в сфере ухода за престарелыми.
20 марта
За сутки добавилось 124 заболевших. В Чехию поступила партия респираторов из Китая класса FFP2 в количестве 1,1 млн штук. В Дечине полиция выписала первые 2 штрафа за хождение без защитных масок.
Министерство здравоохранения запустило специальное приложение для мобильных телефонов, при помощи которого любой желающий может отследить информацию о коронавирусе в Чехии в онлайн-режиме.
21 марта
Добавилось 106 заболевших. 3 выздоровевших выписаны из больницы — женщина с Моравско-Силезского края и двое мужчин. Проведено 1 880 тестов.
Для лиц работающих на приграничных территориях введена специальная форма документа для регистрации пересечения границы по служебной необходимости. Форма документа предоставлена на сайте Министерства внутренних дел Чехии для свободного скачивания. Этот документ необходим для регистрации чешской полицией всех случаев пересечения границы конкретным лицом. Без этой формы вышеуказанным лицам запрещено пересекать границу Чешской республики.
22 марта
Добавилось 118 заболевших. 1-й человек умер. Проведено 1 793 теста.

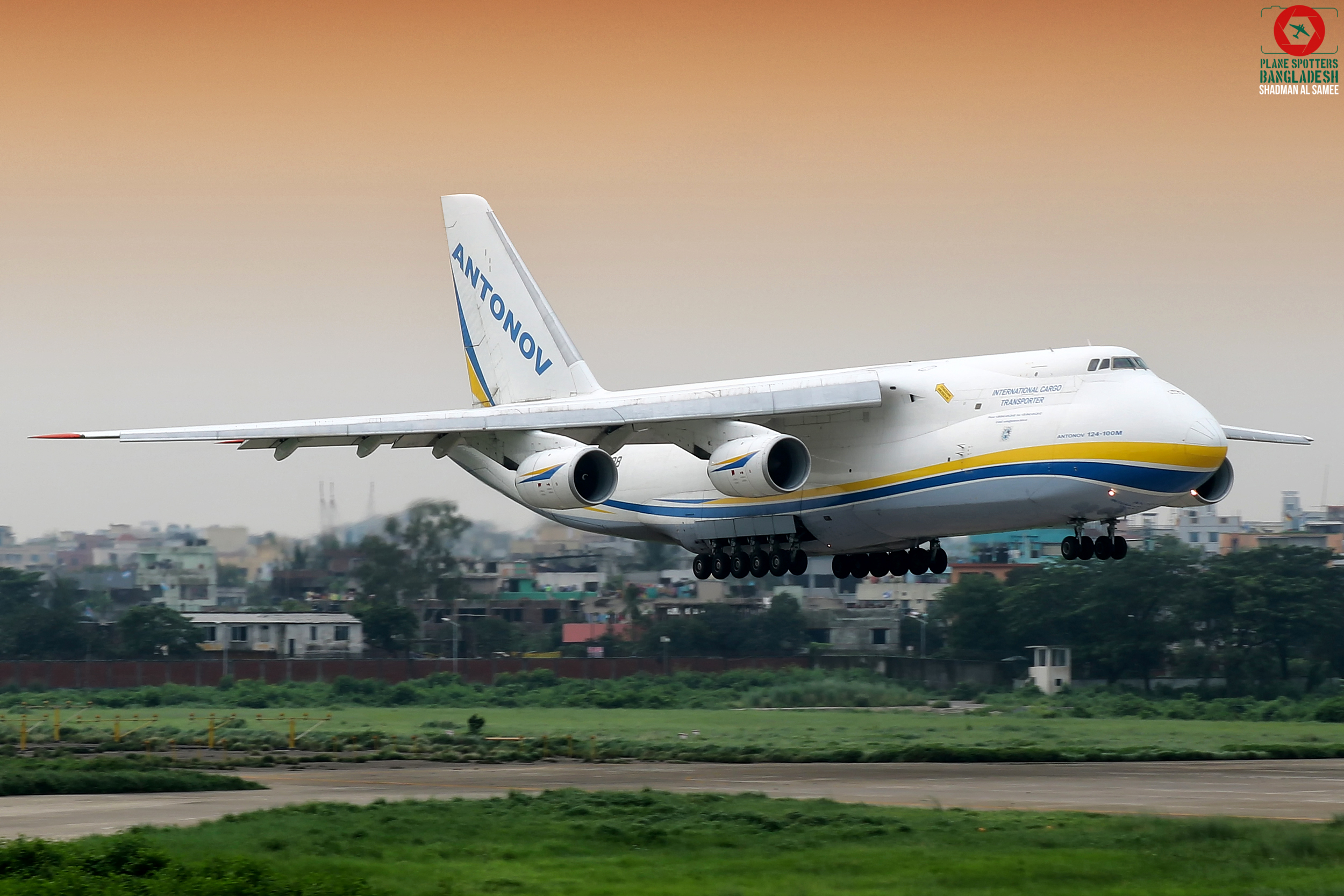
Ан-124 Руслан авиакомпании «Антонов» 22 марта 2020 года доставил партию масок и респираторов в Чешскую Республику.

В ночь с 21 на 22 марта, в рамках программы по выполнению стратегических грузовых авиаперевозок (SALIS), из Шэньчжэня в аэропорт города Пардубице прибыл транспортный самолёт АН-124 Руслан, который доставил в Чехию медикаменты, маски и респираторы.
Министерство здравоохранения Чехии выпустило новое приложение — «Виртуальная сестра Анежка», в котором любой желающий может получить ответы на свои вопросы по коронавирусу в режиме онлайн, или соединиться с оператором call центра министерства.

Сотрудники пожарного спецподразделения (аналог МЧС) привезли автобусом людей, возвращавшихся в Чехию из Африки и оказавшихся в карантинной зоне Польши. 

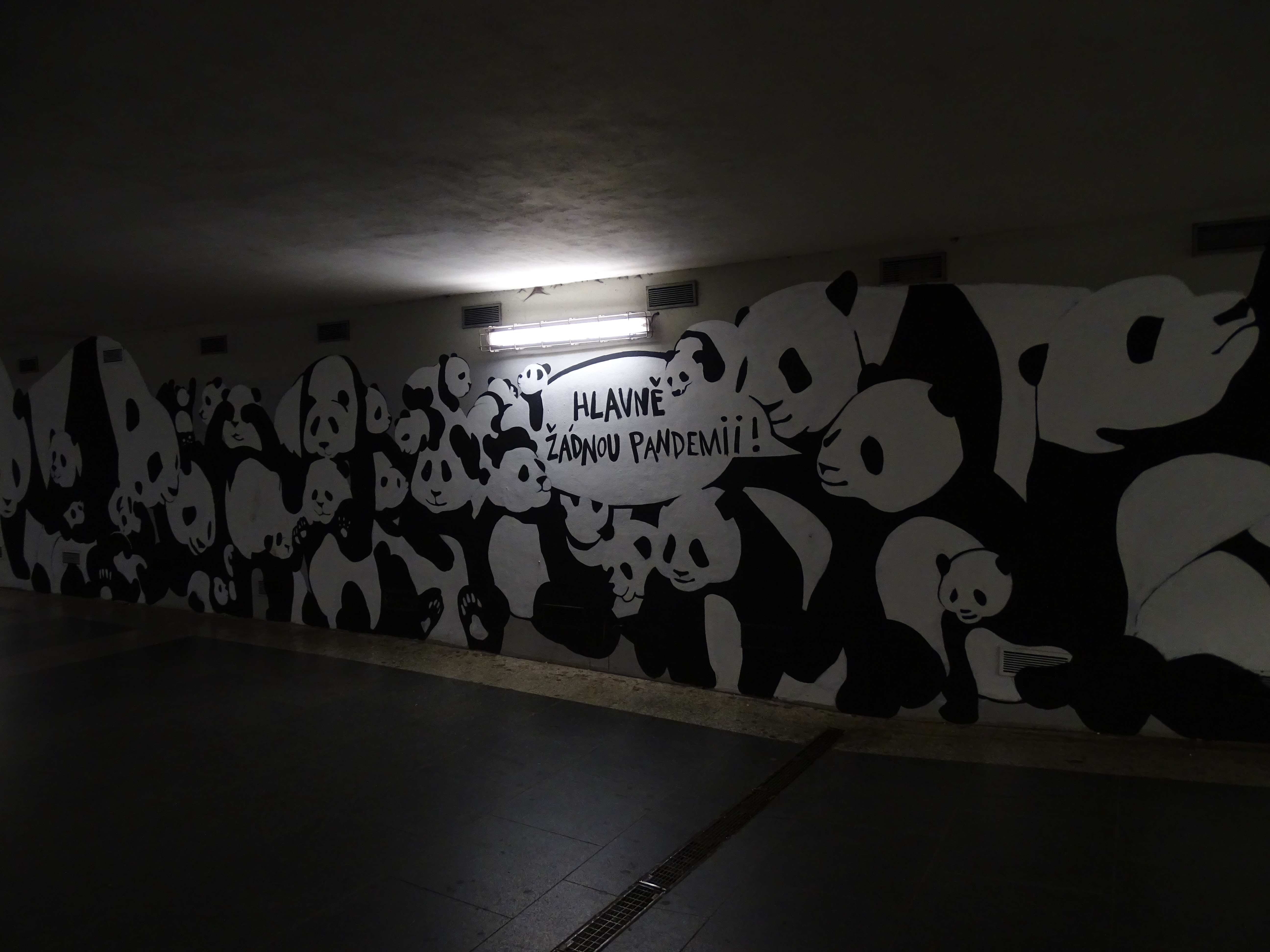
ГЛАВНОЕ НИКАКОЙ ПАНДЕМИИ — скульптор и художник Йозефина Йонашова в сентябре 2015 года создала в подземном переходе на станции метро Ládví пано о пандемии. Инициаторы рисования тогда не знали, что этот мотив будет таким своевременным.

Министерство иностранных дел Чехии заявило, что направит самолёты для эвакуации 600 своих граждан из Вьетнама, Египта и Филиппин. Ещё около 100 свободных мест для эвакуации будут предложены другим гражданам Евросоюза.

### 23—29 марта
23 марта
Добавилось 126 заболевших, 1 выздоровевший. Правительство Чехии продлило ограничения на передвижение по всей территории республики до 1 апреля 2020 года.
24 марта
Добавилось 185 заболевших, 1 выздоровевший,1 умер. Сообщено о второй смерти: 45-летний мужчина умер в течение шести дней в больнице города Гавиржов. Пациент страдал от прогрессирующего рака с метастазами во многие органы. Причина смерти была установлена как полиорганная недостаточность из-за рака, но инфекция COVID-19 ускорила смерть пациента.
Констатирована третья смерть: 71-летняя женщина умерла в больнице Праги. Пациентка страдала от хронической обструктивной болезни лёгких и ряда других болезней, поэтому не сразу было ясно, что она может быть COVID-19-положительной. Она была проверена на COVID-19 только после госпитализации, когда сообщила врачам, что её родственница недавно вернулась из Италии. . Женщина была подключена к аппарату искусственной вентиляции лёгких, но умерла через три дня после начала госпитализации.
25 марта
Добавилось 291 заболевший, 0 выздоровевших, 3 умерло. Объявлено о четвёртом и пятом смертельных случаях: четвёртой жертвой заболевания является 82-летний житель Праги с хроническими проблемами здоровья. Пятый пациент — 88-летний мужчина из Среднечешского края, который находился дома на лечении и страдал от хронического заболевания.
Шестой пациент умер в больнице им. Томейера. 75-летний пациент страдал диабетом и болезнью Паркинсона, а также имел серьёзные проблемы с сердцем. Пациент находился в больнице с января и заразился в послеоперационный период. После того, как этот пациент дал положительный результат на COVID-19, больница провела тестирование всех 29 других пациентов в том же отделении 22 марта — все тесты отрицательные. Тесты были повторены 25 марта, на этот раз с положительным результатом для 13 пациентов. В момент смерти шестого пациента две инфицированных медсестры были госпитализированы..
26 марта
Добавилось 162 заболевших, 0 выздоровевших, 3 умерло. Премьер Министр Андрей Бабиш принял участие в видео-конференции лидеров Европейского Союза. Данная видео-конференция проводилась взамен саммита Евросоюза, который должен был состояться в это время в Брюсселе. На видео-конференции обсуждались первоочередные меры по восстановлению свободного перемещения грузов и принятии Программы первоочередных мер по восстановлению европейской экономики. Так же обсудили вопрос о координации экстренных чартерных рейсов для граждан ЕС, оказавшихся в разных частях мира. 34 пациента находятся в тяжёлом состоянии. Ещё три человека погибли, в результате чего общее число достигло 9. Восьмая и девятая жертвы — из дома престарелых в Михле (округ Прага). У них обеих были серьёзные хронические заболевания.
27 марта

График количества действующих домашних карантинов по регионам Чехии

Добавилось 373 заболевших, 1 выздоровевший, 0 умерло. В этот день зафиксировано максимальное количество инфицированных коронавирусом с момента начала проведения тестов. Директор института информации и статистики (IZIS) Ладислав Дусек связывает это с увеличением количества проведённых тестов. 27 марта было проведено 5 247 тестов, что так же является максимальным за весь период.
28 марта
Добавилось 262 заболевших, 0 выздоровевший, 2 умерло, было проведено 4 362 теста. Состояние пациента, страдающего от COVID-19, который лечился ремдесивиром, значительно улучшилось. Пражский таксист был помещён в больницу общего профиля в критическом состоянии и в течение многих дней находился на вентиляции.
29 марта
Добавилось 160 заболевших, 0 выздоровевший, 5 умерло, за этот день проведено 4 362 теста. Среди умерших — медсестра из больницы Томайер, пожилая женщина из дома престарелых в Михле и пожилая женщина из дома престарелых в Бржевнице. В больницах 227 пациентов, 45 из которых имеют тяжёлое состояние.

### 30 марта — 5 апреля
30 марта
Добавилось 184 заболевших, 14 выздоровевших, 7 умерло, проведено 4 362 теста. В Южной Моравии начинается тестирование интеллектуального карантина — так называемый «Умный карантин». На основе данных с мобильного телефона и банковской карты будет отслеживаться перемещение заражённого человека, который в этот период должен находиться под домашним карантином. Солдаты формируют мобильные группы для сбора образцов у людей, которые были в контакте с заражёнными. Если проект работает хорошо, «умный карантин» может заменить действующие ограничения по районам. В течение дня происходит сильный разброс в данных от разных официальных источников.
31 марта
Добавилось 307 заболевших, 20 выздоровевших, 8 умерло. Подтверждено 52 положительных результата из 72 человек, проживающих в доме престарелых в Литомержицах . Сотрудники дома престарелых в Чешской Каменице в Дечине решили оставаться со своими клиентами 24 часа в сутки до 15 апреля, чтобы минимизировать угрозу для пожилых людей в заражении COVID-19.
1 апреля
Добавилось 281 заболевших, 16 выздоровевших, 8 умерло, проведено 5 973 теста. В этот день Министр здравоохранения Чехии Адам Войтех заявил, что Правительство обратится к Парламенту ЧР о продлении карантина ещё на 30 дней. Поступила информация о том, что отделение инфекционных заболеваний Центрального военного госпиталя в Праге лечило больных COVID-19 гидроксихлорохином . Восемь из них уже выпущены на домашний карантин. Оценка предварительных результатов этой терапии будет проведена в апреле. Хлорохин и гидроксихлорохин первоначально использовались для лечения малярии, но в настоящее время они также помогают пациентам с аутоиммунными заболеваниями — ревматоидным артритом или системной волчанкой. Всемирная организация здравоохранения (ВОЗ) считает эти вещества одним из вариантов лечения COVID-19.
2 апреля
- Китай : 17 февраля самолёт с 4,5 тоннами средств индивидуальной защиты, переданный правительством Чехии, вылетел из Вены в Китай[47]. Самолёт также был загружен венгерскими, словацкими и австрийскими СИЗ в Китай.
- Китай : 1 марта самолёт с 5 тоннами СИЗ (включая 780 000 пар перчаток, 48 000 лицевых масок и 6 800 защитных костюмов) вылетел из Праги в Китай. На этот раз груз был подарен множеством партий, включая офис президента, Оломоуцкий край, Карловарский край, Южно-Моравский край, Высочанский край, город Тршебич и Škoda Auto[48]. Пожертвование было слишком велико, чтобы поместиться в одном самолёте, и поэтому планировались дальнейшие полёты. Однако этого не произошло, так как Китай отказался принять помощь[49].
- Италия : чешское правительство передало 110 000 респираторов FFP2 в Италию 23 марта. Это пожертвование произошло после того, как чешские власти конфисковали 680 000 респираторов у мошенника, который складировал их на складе в Ловосице . По данным СМИ, 110 000 конфискованных респираторов были первоначально отправлены из Китая в качестве пожертвования 300 000 сильному китайскому меньшинству, которое живёт в Северной Италии.
- Италия, Испания : по 10 марта в Италию и Испанию было передано 10 000 защитных костюмов (доставлено 30 марта).
- Словения : 1 апреля 2020 года в Словению были переданы один миллион лицевых масок и 200 000 респираторов FFP2[50].
- Франция : Чешская Республика предложила лечение французским пациентам с COVID-19 в тяжёлом состоянии. Первые 6 пациентов должны были быть переброшены по воздуху из Франции 6 апреля и помещены в университетскую больницу в Брно . В день запланированной воздушной перевозки Франция, однако, отказалась от помощи, заявив, что теперь она способна лучше справляться с пандемией самостоятельно[51].
- Иностранная помощь Чехии
- ·Тайвань : Тайвань пожертвовал 25 аппаратов ИВЛ для больниц в Чешской Республике в начале апреля 2020 года.

Добавилось 269 заболевших, 10 выздоровевших, 5 умерло, проведено 6 291 тест. Один пострадавший скончался в больнице общего университета в Праге; другой жертвой была 79-летняя пациентка, госпитализированная в университетскую больницу города Градец-Кралове. Правительство решило продлить пограничный контроль на 20 дней. Пограничные проверки с Германией и Австрией продлятся до полуночи пятницы, 24 апреля.
3 апреля
Добавилось 233 заболевших, 1 выздоровевший, 9 умерло, проведено 6 889 тестов. Чешское государственное учреждение по контролю над наркотиками (SUKL) одобрило использование плазмы крови у выздоровевших пациентов для лечения COVID-19. Пациент, который лечится в Общей университетской больнице Праги (Všeobecná Fakultní Nemocnice) с применением ремдесивира находится в сознании и выздоравливает. Пока нельзя сказать, был ли ремдесивир необходим для выздоровления пациента. Пациент единственный в Чешской Республике, который был одобрен американской компанией Gilead Sciences для лечения ремдезивиром. Больница получила лекарство непосредственно от компании, которая произвела его, на основании заявления описывающего пациента его состояние.
4 апреля
Добавилось 152 заболевших, 4 выздоровевших, 6 умерло, проведено 6 134 теста.
5 апреля
Добавилось 115 заболевших, 18 выздоровело, 8 умерло.

### 6 апреля — 12 апреля
6 апреля
Добавилось 235 заболевших, 25 выздоровело, 5 умерло. Правительство ослабило ряд ограничительных мер, например — открыло доступ к спортивным площадкам (включая катание на лыжах, стрельбища и т. Д.). Разрешено передвижение по паркам и на природе без масок. Разрешено открыть больше магазинов и услуг.
7 апреля
Добавилось 195 заболевших, 35 выздоровело, 9 умерло. Правительство добивалось продления чрезвычайного положения на 30 дней, то есть до 12 мая 2020 года. Палата депутатов парламента предоставила продление до 30 апреля 2020 года.
8 апреля
Добавилось 295 заболевший, 61 выздоровело, 9 умерло. Правительство Чешской Республики обязало основные, значимые для граждан, министерства и ведомства создать Сall центры для двусторонней коммуникации с населением оповестить об этом доступными способами.
| Название ведомства                          | Круг вопросов                                          |
| ------------------------------------------- | ------------------------------------------------------ |
| Министерство транспорта                     | чрезвычайные меры в сфере международных перевозок      |
| Министерство промышленности и торговли      | информация для предпринимателей и потребителей         |
| Министерство иностранных дел                | возвращается из-за границы                             |
| Министерство внутренних дел                 | безопасность, границы, проживание                      |
| Министерство образования, молодёжи и спорта | удалённое обучение                                     |
| Министерство сельского хозяйства            | пищевая промышленность, субсидии.                      |
| Министерство финансов                       | информация о налоговых мерах                           |
| Министерство культуры                       | вопросы виртуального посещения культ.массовых объектов |

9 апреля
Добавилось 257 заболевший, 68 выздоровело, 7 умерло, проведено 8013 тестов. Парламент Чешской Республики утвердил предложенный Правительством ряд мер по социальной поддержке населения, в том числе была принята отсрочка в оплате арендной платы за жильё до 30 июля текущего годаб с обязательной выплатой накопленной задолженности до конца года.
10 апреля
Добавилось 163 заболевших, 45 выздоровело, 7 умерло, проведено 5 427 теста.
11 апреля
Добавилось 170 заболевших, 65 выздоровело, 7 умерло.
12 апреля
Добавилось 89 заболевших, 53 выздоровело, 10 умерло, проведено 3 233 теста.

### 13 апреля
Добавилось 68 заболевших, 55 выздоровело, 11 умерло. Количество тестов COVID19 сократилось с 8000 в день до 3200 в день во время пасхальных выходных, которые также включают пятницу и понедельник, в качестве государственных праздников. По данным органов здравоохранения, возможности проведения тестов во время пасхальных выходных значительно превышали спрос на тестирование со стороны потенциальных пациентов. Органы здравоохранения ожидали, что спрос снова вырастет на следующей неделе.
14 апреля
Добавилось 82 заболевших, 123 выздоровело, 8 умерло, проведено 6 130 тестов. Завершилось месячное полное закрытие границы. Большое количество чешских цыган начало возвращаться из особо пострадавших районов Великобритании, где многие жили более 15 лет, что привело к страху возможного увеличения инфекции COVID19.
Завод Hyundai в городе Ношовице, который производит 1500 автомобилей в день, включая Kona Electric, возобновил производство после трёхнедельной паузы. Производственные предприятия не были затронуты правительственными ограничениями, однако многие решили добровольно закрыться.
Чешское правительство наметило пятиступенчатый план открытия магазинов, ресторанов и других предприятий. Каждый последующий шаг будет запускаться, как и планировалось, только в том случае, если предыдущий шаг не привёл к появлению 400 новых пациентов с COVID19 в день
Перечень поэтапного плана:
- 20 апреля: Фермерские рынки, Торговцы с магазинами, Автосалоны и выставочные залы. Открытые спортивные площадки для профессионалов, без зрителей. Свадьбы до 10 человек, соблюдая правила гигиены.
- 27 апреля: магазины размером до 200 квадратных метров, за исключением магазинов в торговых центрах площадью более 5000 квадратных метров, которые открываются позднее.
- 11 мая: магазины размером до 1000 квадратных метров, за исключением магазинов в торговых центрах площадью более 5000 квадратных метров и тех, которые предназначены для открытия позднее, автошкол, тренажёрных залов и фитнес-центров (но не раздевалок или душевых)
- 25 мая: открытые площадки ресторанов, кафе, пабов, буфетов, виноделен и пивных магазинов с открытыми площадками для продажи и садовых мест, парикмахерские, маникюрные салоны, солярии, косметические салоны, массажные салоны, музеи, галереи и художественные залы, зоопарки (только открытые площадки).

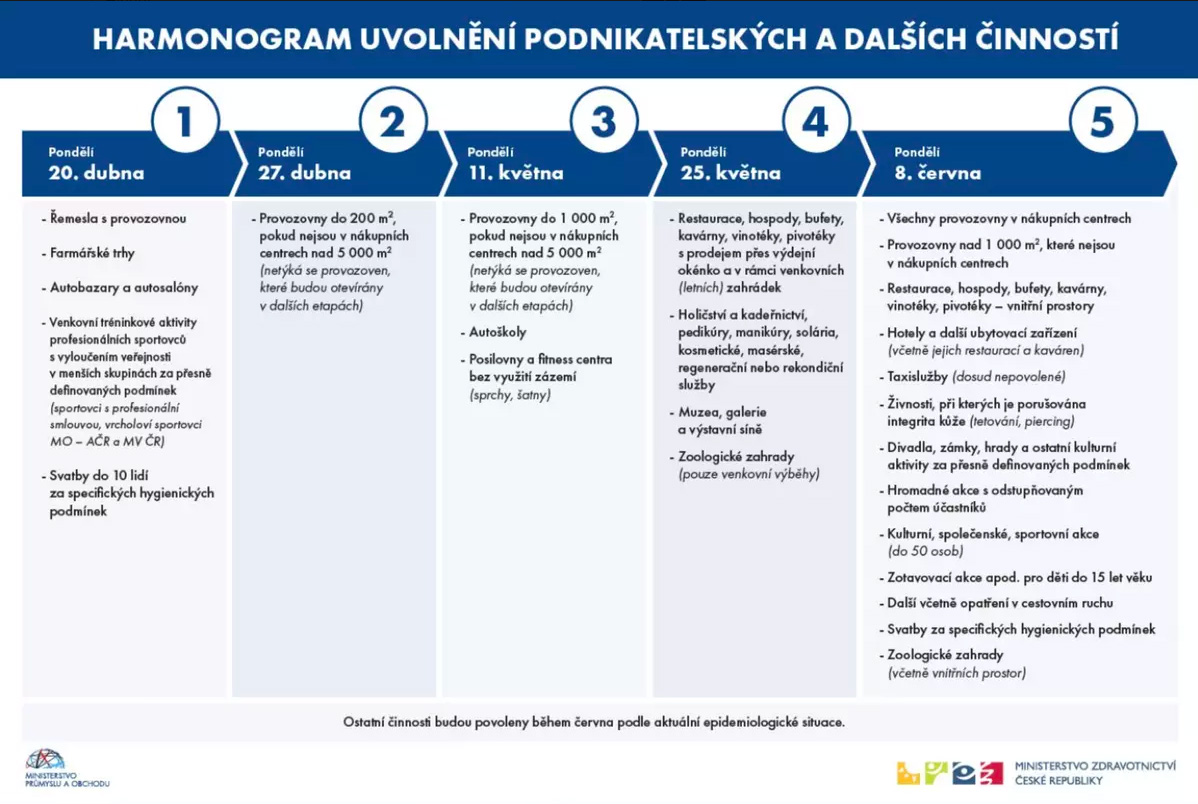
Инфографик постепенного снятия ограничений (чешск.)

- 8 июня: все магазины в торговых центрах, магазины размером более 1000 квадратных метров за пределами торговых центров, крытые зоны ресторанов, кафе, пабов, буфетов, винных заводов и пивных магазинов, гостиниц и других поставщиков жилья (а также их ресторанов и кафе), услуги такси, студии татуировки и пирсинга, театры, замки и другие культурные мероприятия в соответствии с действующим законодательством, массовые мероприятия для определённого числа людей, культурные, деловые и спортивные мероприятия для менее чем 50 человек, свадьбы по специальному гигиеническому протоколу, закрытые зоны зоопарков.

### 15 апреля
Добавилось 160 заболевших, 177 выздоровело, 0 умерло, проведено 8 332 теста.

### 16 апреля
Добавилось 58 заболевших, 153 выздоровело, 3 умерло.

### 17 апреля
Добавилось 116 заболевших, 202 выздоровело, 7 умерло, проведено 8 226 тестов.

### 18 апреля
Добавилось 105 заболевших, 53 выздоровело, 2 умерло, проведено 6 653 теста.

### 19 апреля
Добавилось 92 заболевших, 71 выздоровело, 8 умерло, проведено 4 127 тестов.

### 20 апреля
Добавилось 154 заболевших, 261 выздоровело, 6 умерло, проведено 8 424 тестов.

### 21 апреля
Добавилось 133 заболевших, 194 выздоровело, 8 умерло, проведено 8 301 тестов.

### 22 апреля
Добавилось 98 заболевших, 236 выздоровело, 1 умерло, проведено 8 807 тестов. Премьер-министр Андрей Бабиш объявил, что Правительство не будет просить Палату депутатов парламента продлить чрезвычайное положение после 30 апреля. Между тем министр внутренних дел объявил, что будет добиваться дальнейшего обсуждения этой темы, утверждая, что чрезвычайное положение имеет решающее значение для способности правительства быстро закупать и распространять средства индивидуальной защиты вне стандартного законного процесса закупок.

### 23 апреля
Муниципальный суд в Праге признал недействительными некоторые ограничения, принятые для борьбы с распространением COVID19. В частности, суд признал недействительными меры Министерства здравоохранения, которые ввели комендантский час, запретили посещения больниц и запретили отдельные розничные продажи и услуги. Суд постановил, что такие широкие ограничения основных прав могут быть приняты только в соответствии с Законом о кризисах правительством в целом, а не только министерством здравоохранения. Как комендантский час, так и запрет на розничную продажу были первоначально приняты постановлениями правительства соответственно 14 и 15 марта, однако с 24 марта они были заменены мерами Министерства здравоохранения. Суд признал эти меры недействительными с 27 апреля, предоставив Правительству три дня для исправления ситуации. Министерство здравоохранения может подать апелляцию в Высший административный суд. В день решения суда были поданы иски против 17 других мер, все ещё ожидающих рассмотрения.
Хотя меры Министерства здравоохранения могут быть приняты на неопределённый срок, государственные меры в соответствии с Законом о кризисе могут быть приняты только на период чрезвычайного положения. Правительство может объявить чрезвычайное положение сроком на 30 дней, но любое продление требует внесения в Палату депутатов.

### 24 апреля
Добавилось 86 заболевших, 141 выздоровело, 6 умерло, проведено 7 083 тестов. В соответствии с решением муниципального суда Праги правительство объявило, что оно будет запрашивать согласие Палаты депутатов на продление чрезвычайного положения до 25 мая. В то же время правительство объявило о более быстрой дорожной карте для снятия ограничений.

### 25 апреля
Добавилось 79 заболевших, 71 выздоровело, 4 умерло, проведено 4 411 тестов.

### 26 апреля
Добавилось 52 заболевших, 19 выздоровело, 3 умерло, проведено 3 358 тестов.

### 27 апреля
Добавилось 41 заболевших, 69 выздоровело, 1 умерло, проведено 7 751 тестов.

### 28 апреля
Добавилось 59 заболевших, 67 выздоровело, 4 умерло, проведено 8 739 тестов. Правительство добивалось продления чрезвычайного положения до 25 мая 2020 года. Палата депутатов парламента предоставила продление до 17 мая 2020 года.

### 5 октября
К этому дню за период пандемии проведено 1 449 352 теста, подтверждено 82 446 случаев заражения, 44 149 человек выздоровело, 727 умерло. В оранжевой и красной зонах Чехии были закрыты средние школы сроком на 14 дней. В детских садах и начальных школах продолжается дневная форма обучения. В университетах продолжают применяться действующие правила, предписавающие дистанционное обучение в регионах с повышенным риском заражения.

### 7 октября
К этому дню за период пандемии проведено 1 494 776 тестов, подтверждено 92 642 случая заражения, 50 600 человек выздоровело, 823 умерло.

### 27 декабря
27 декабря в Чехии начата вакцинация против COVID-19. Первыми вакцину получили премьер-министр Андрей Бабиш и ветеран войны Эмили Ржепикова. Вакцинация проводится утверждёнными в Европейском Союзе препаратами BNT162b2 (компании Pfizer и BioNTech), mRNA-1273 (компания Moderna) и AZD1222 (компания AstraZeneca).

## Развитие ситуации в 2021 году

### 1 марта
С 1 марта 2021 года в Чехии закрыты все школы, детские сады и детские группы, за исключением начальных школ, детских садов и детских групп при медицинских учреждениях и для детей участников единой системы спасения.
Введены 3-х недельные ограничения на передвижение людей между областями Чехии.

### 24 мая
После возобновления работы учебных заведений, был снят запрет на посещение занятий без масок. Данное изменение было введено с 8 июня и распространяется на все регионы Чехии, кроме Злинского, Южночешского и Либерецкого.

### 21 июня
С 21 июня 2021 года возобновлена выдача долгосрочных многократных виз D/VC/23(24) с целю пребывания — учёба.

## Последствия карантина
Из-за введенных ограничений на свободное перемещение отсрочено голосование в дополнительных выборах в Сенат Парламента Чешской Республики, объявленное в избирательном округе № 32 Указом Президента Чехии № 23/2020 и которое должно было состоятся 27-28 марта и 3-4 апреля 2020 года.
В период карантина, на гражданах которым предписан домашний карантин, проводится тестирование системы контроля за их передвижением через мобильный телефон и кредитную карту (в случаях её применения). Работы по такому тестированию начаты в Южно-Моравском крае под названием — «Умный карантин». Для усиления поддержки, при выполнении этих работ, из армейских подразделений сформировано 14 мобильных групп, а в случае необходимости, по словам министра обороны Чехии, армия готова увеличить их численность до 33.

Так же внедряются механизмы виртуальной коммуникации в жизненно важных аспектах (напр. мобильное приложения Анежка, внедренное в период действия карантина), логистические механизмы дистанционного решения вопросов обеспечения продовольственных, бытовых и др. потребностей населения, без необходимости личного посещения объектов торговой сети. 

## Межличностная солидарность

Плакат о мерах предосторожностей в период карантина COVID-19 в Чехии

Пандемия COVID-19 в Чешской Республике породила волну солидарности во многих областях, включая такие примеры:
- Из-за отсутствия защитных масок, волонтёры шили маски для других людей, а также делились инструкциями по их изготовлению в домашних условиях в режиме онлайн[78].
- Были начаты программы по оказанию помощи наиболее уязвимым группам и пожилым людям на некоммерческой основе путём покупки продуктов питания и лекарств[79].
- В понедельник, 23 марта, Чешское национальное телевидение запустило временный новый телевизионный канал ČT3, который должен давать практические советы, новости и подборку классических программ Чешского телевидения (ČT) из архива для пожилых людей[80].
- Вьетнамская община в регионе Усти-над-Лабем собрала 140 000 чешских крон на пожертвование для аппарата ИВЛ в местную больницу[81].
- В связи с закрытием чешских школ Чешское национальное телевидение запустило образовательную программу для домашнего обучения. Программа «Учительница» ориентирована на обучение учеников первого класса. Программа «От пол дня» по обучению учеников второго класса и программа «Школа дома» для учеников девятого класса, готовящая их к вступительным экзаменам в общеобразовательные школы[82].
- Компания чешского изобретателя Йосефа Пруши (Josef Průša) за три дня в сотрудничестве с Министерством здравоохранения республики разработала и запустила в производство на своих мощностях защитную маску в виде прозрачного лицевого щитка с креплением на голове, основные компоненты которого изготавливаются на 3D-принтере. На собственном производстве компания производит 3000 изделий в день. К 28 марта 2020 года было напечатано и бесплатно распределено более 20 тысяч масок[83].

## Сравнение кривых распространения COVID-19
Сравнение совокупного числа подтверждённых случаев в отдельных странах, включая Чешскую Республику, показывает различные кривые эпидемии в разных странах.
Данная диаграмма показывает количество выявленных случаев коронавируса COVID-19 по странам и скорость, с которой число увеличивается в логарифмическом масштабе. Фактическое количество инфицированных людей может быть выше, поскольку показаны только случаи, когда вирус был подтверждён лабораторными исследованиями. Иногда может протекать только бессимптомное, или слегка симптоматическое течение заболевания и возможны случаи, когда инфицированный человек не обращается за лечением. В других же случаях инфекция все ещё может находиться в инкубационном периоде, когда она протекает бессимптомно и не может быть обнаружена даже при тестировании

## Базовый коэффициент заражения R0
В эпидемиологии коэффициент заражения инфекцией (иногда называемое базовым коэффициентом заражения и обозначаемое как R 0) можно рассматривать как ожидаемое количество случаев, непосредственно вызванных одним случаем в население, где все люди восприимчивы к инфекции. Чем выше число R 0, тем быстрее распространяется болезнь. Если R 0 становится меньше единицы, эпидемия затухает.
На графике показано развитие коэффициента R 0 в Чешской Республике:

## Показатели смертности в Чехии по годам
Смертность в Чехии по годам вне зависимости от причины смерти в периоды с 1 по 28 неделю
По данным ресурса «mortality», данные за 2020 год являются предварительными; последние две недели, доступные в данных, были удалены, чтобы избежать эффекта задержки регистрации. Аналогичная гистограмма, хотя и за меньшее количество недель, доступна в отчёте Чешского статистического управления.

## Влияние на чешскую экономику
Согласно прогнозу Международного валютного фонда, чешскую экономику ожидает экономический спад на 6,5 %. Министерство финансов настроено несколько более оптимистично и ожидает снижения на 5,6 %, но это все ещё остаётся самым глубоким экономическим спадом с момента основания Чешской Республики.

## Галерея
- Информационный листок МЗ ЧР о Коронавирусе

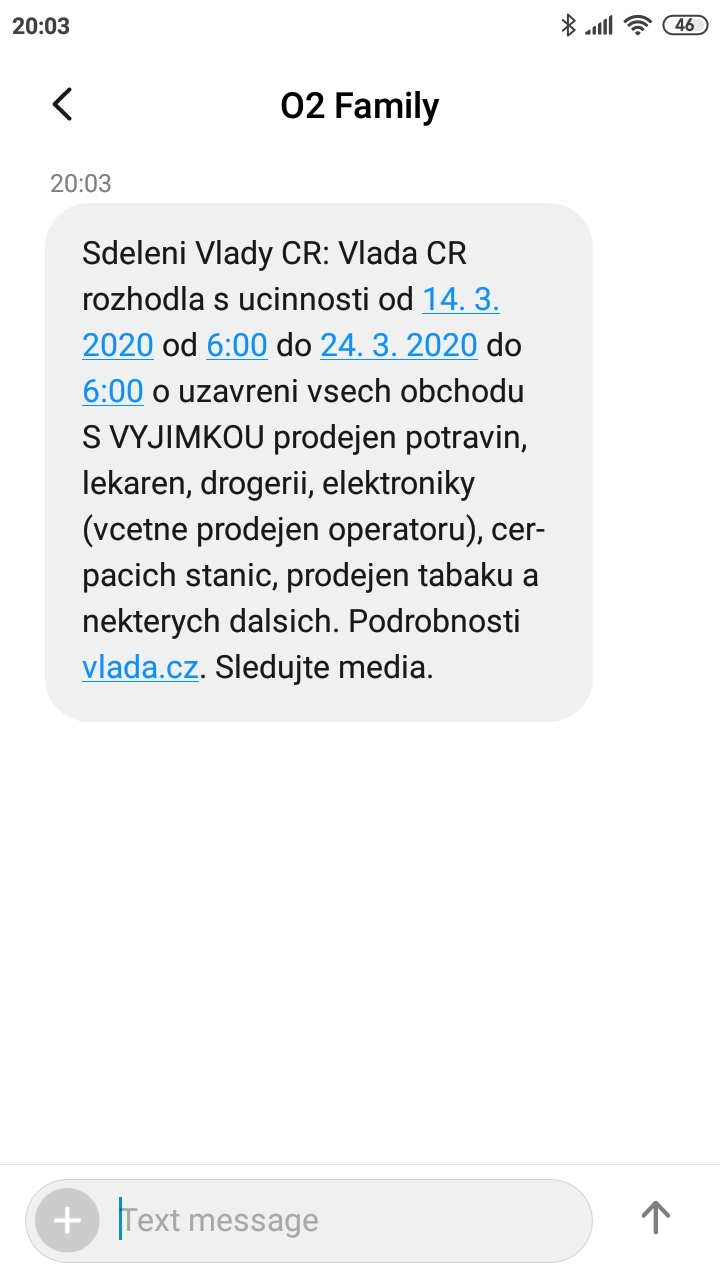
Постановление правительства об объявлении чрезвычайной ситуации в связи с пандемией коронавируса COVID-19
- SMS с уведомлением о закрытии торговых площадей в связи с COVID-19
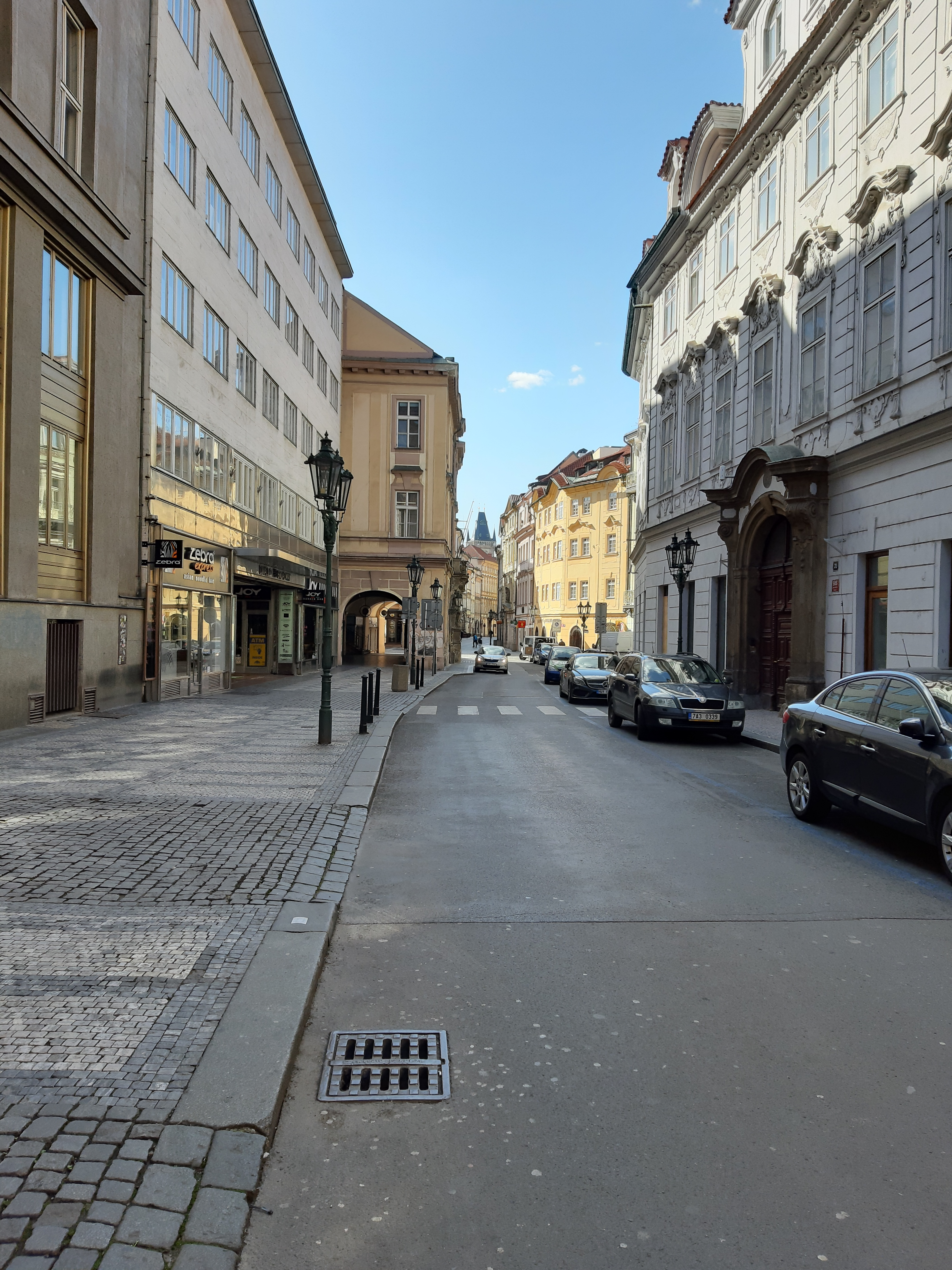
Прага, улица Целетна без туристов (карантин март 2020)
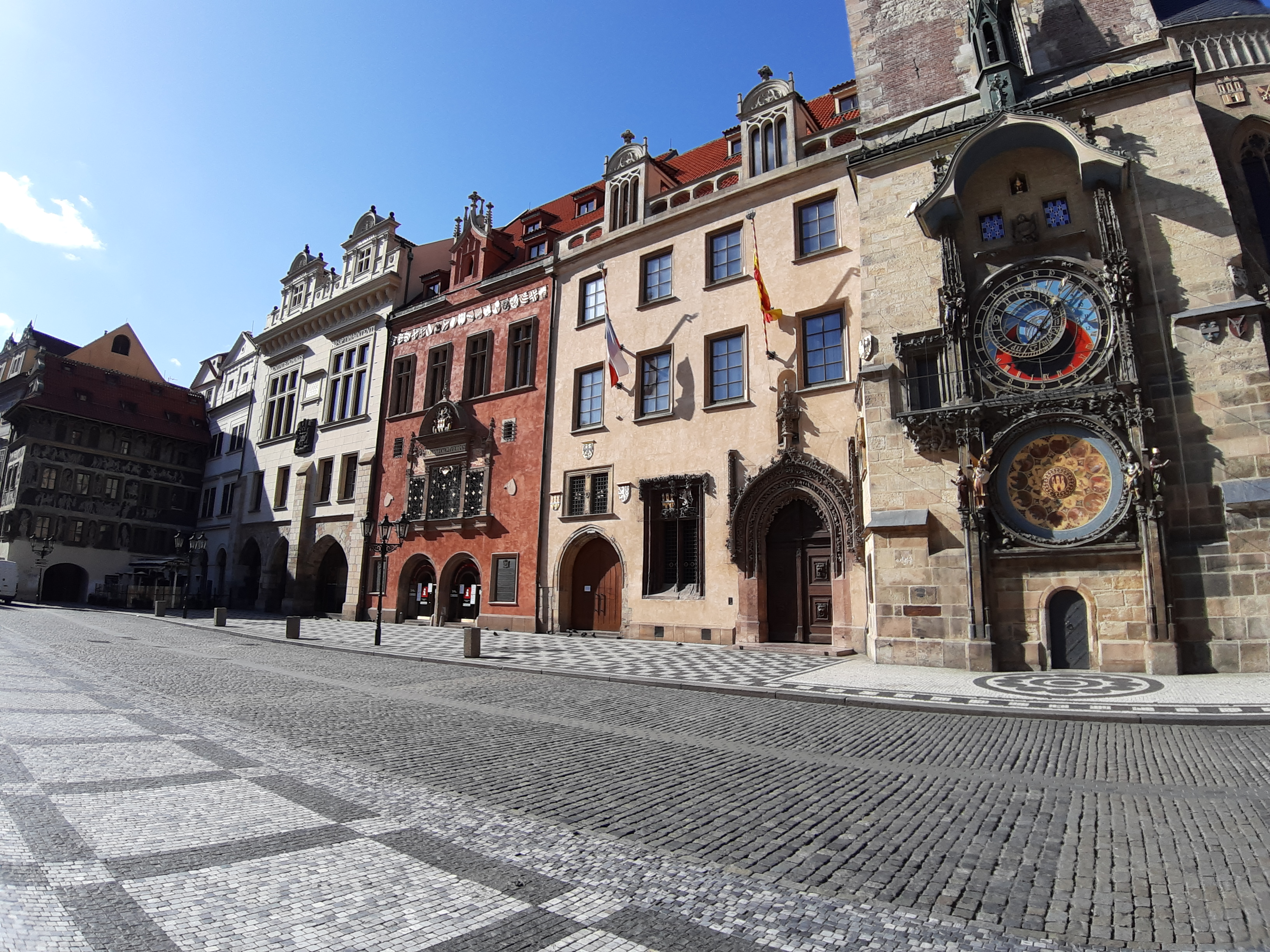
Прага, знаменитые Астрономические часы на Старой площади без туристов (карантин март 2020)
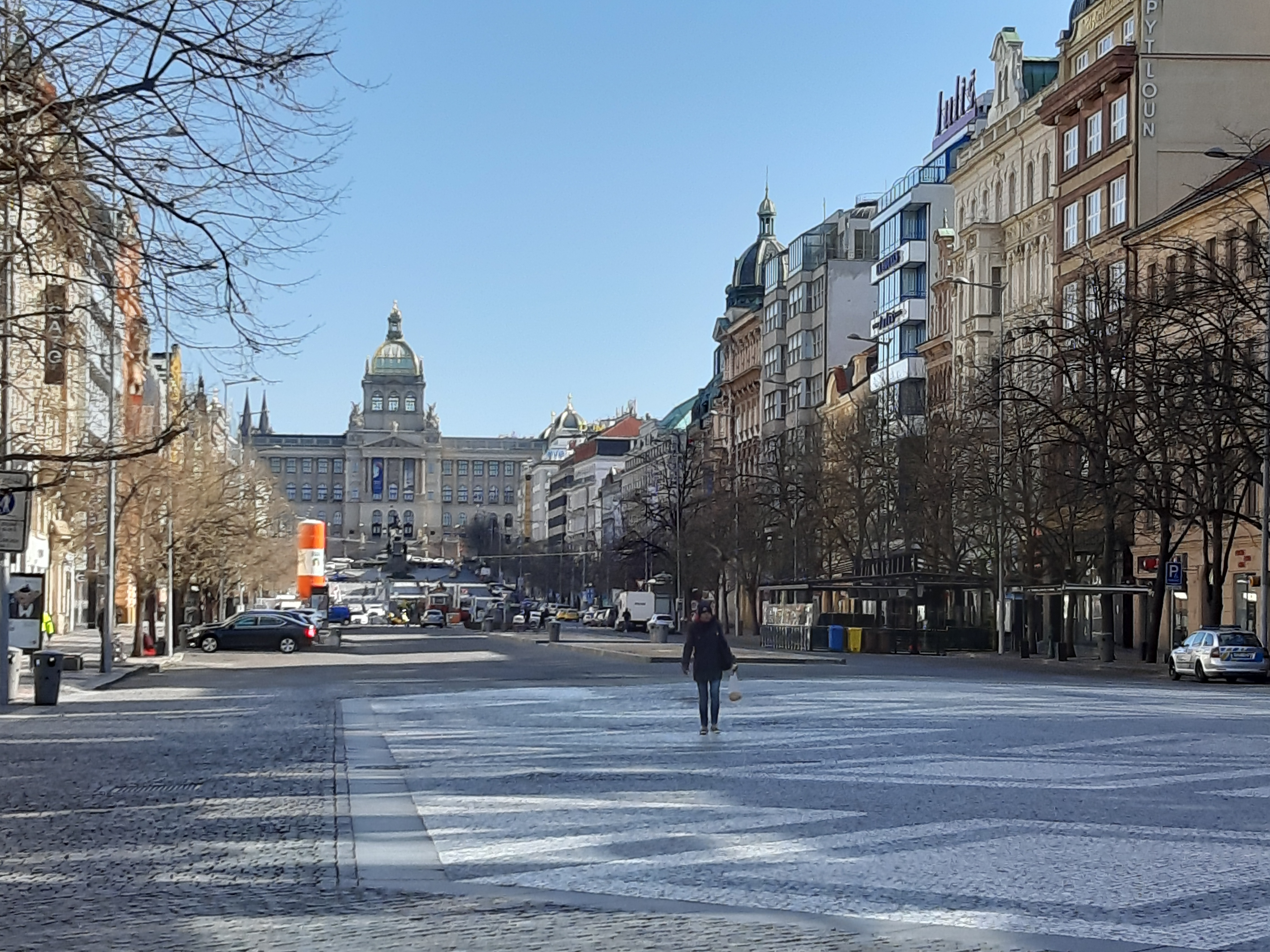
Прага, Вацлавская площадь без туристов (карантин март 2020)
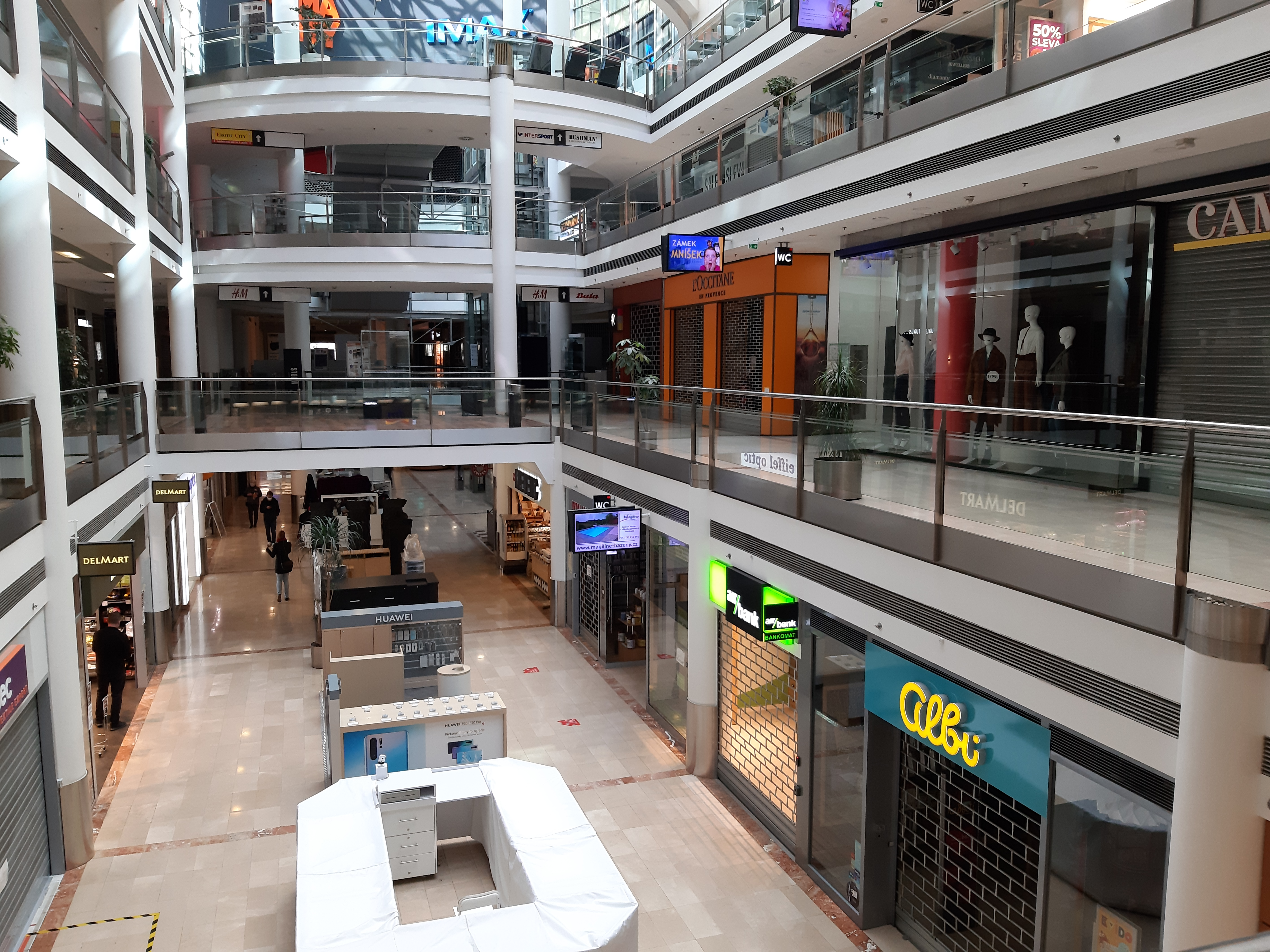
Прага, торговый центр Флора в период карантина (март 2020)
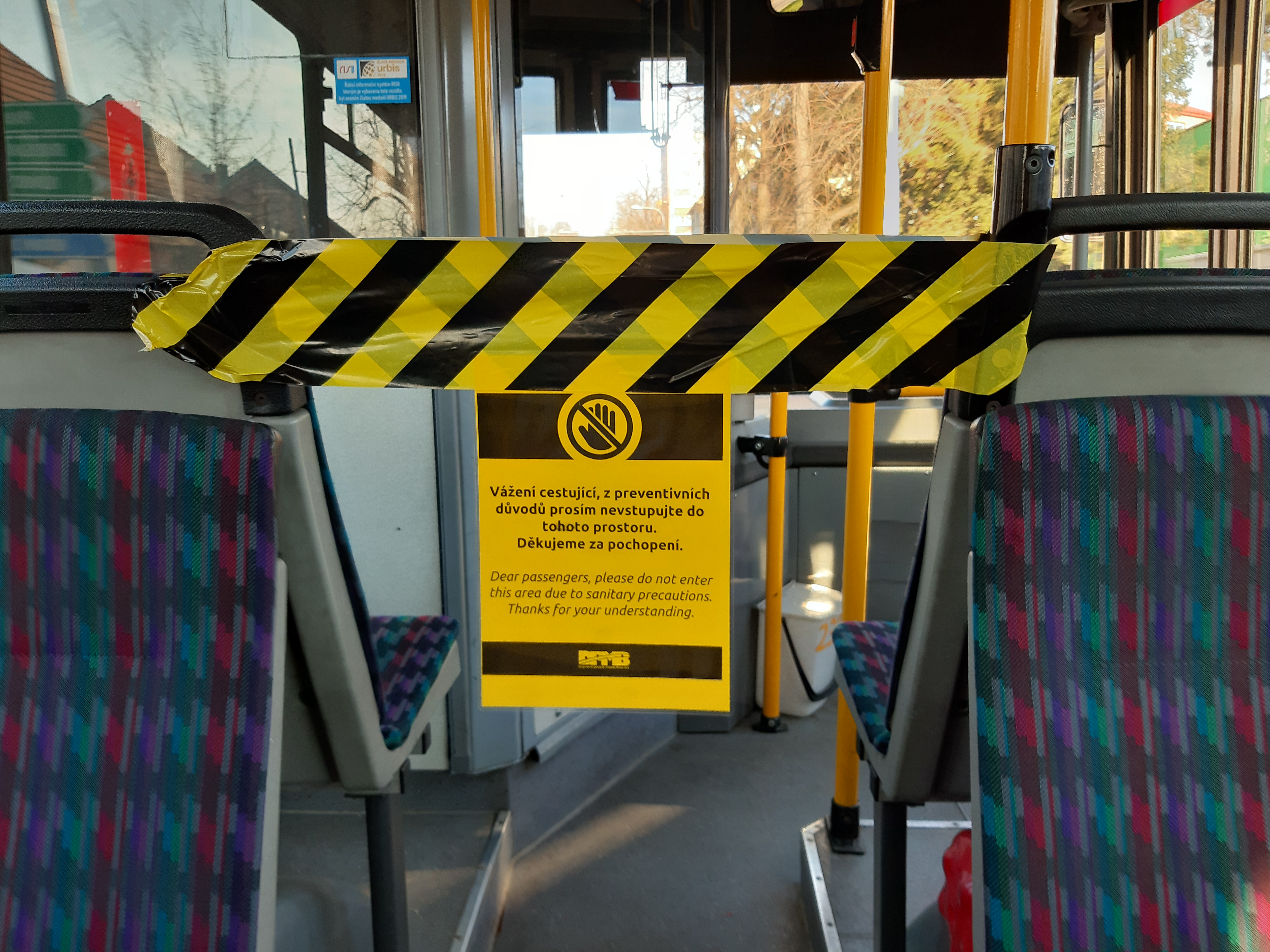
Брно запрет на вход в автобус через передние двери
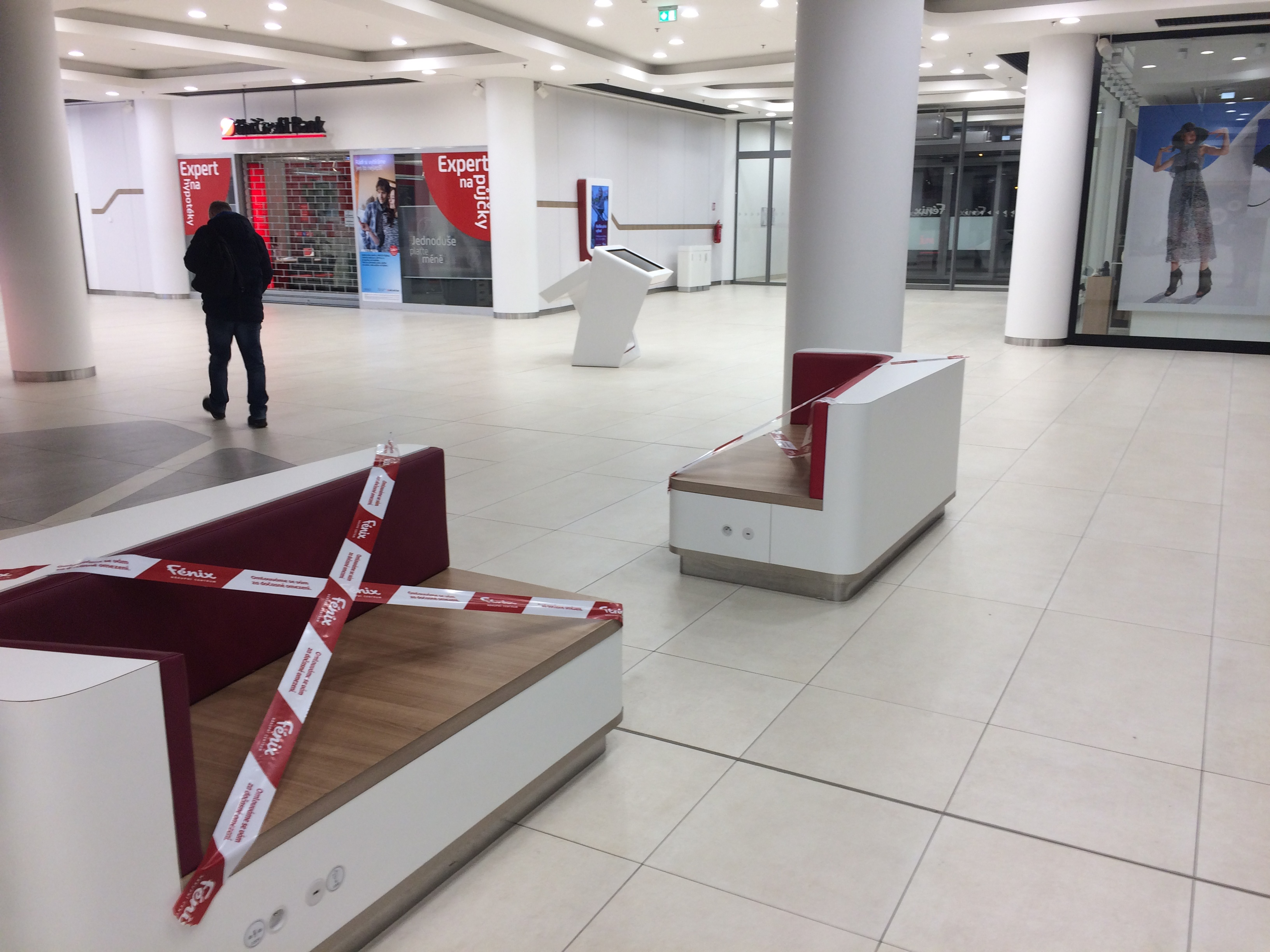
Торговый Центр "Феникс"
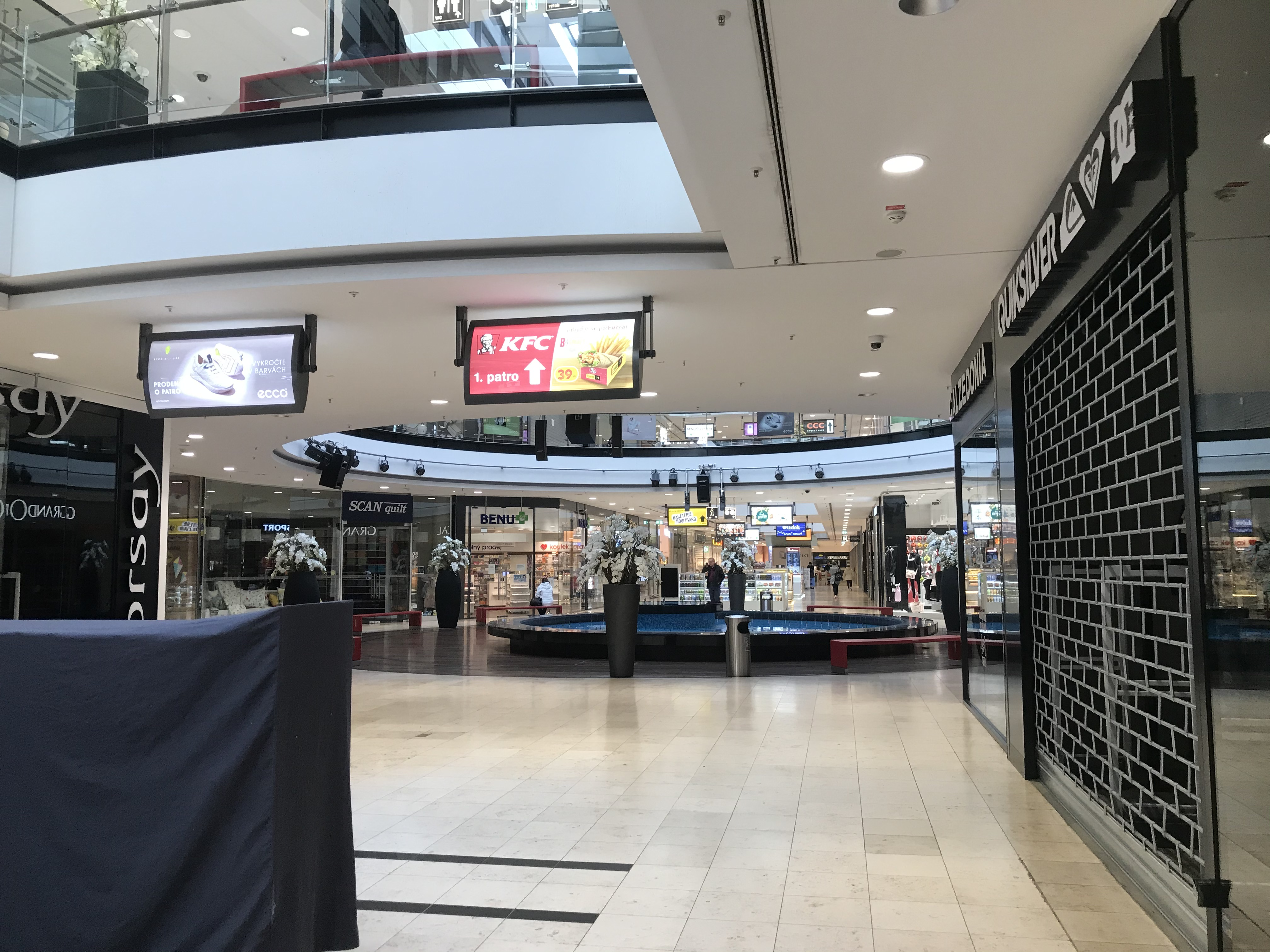
Прага, Торговый Центр "Аркадия Панкрац"
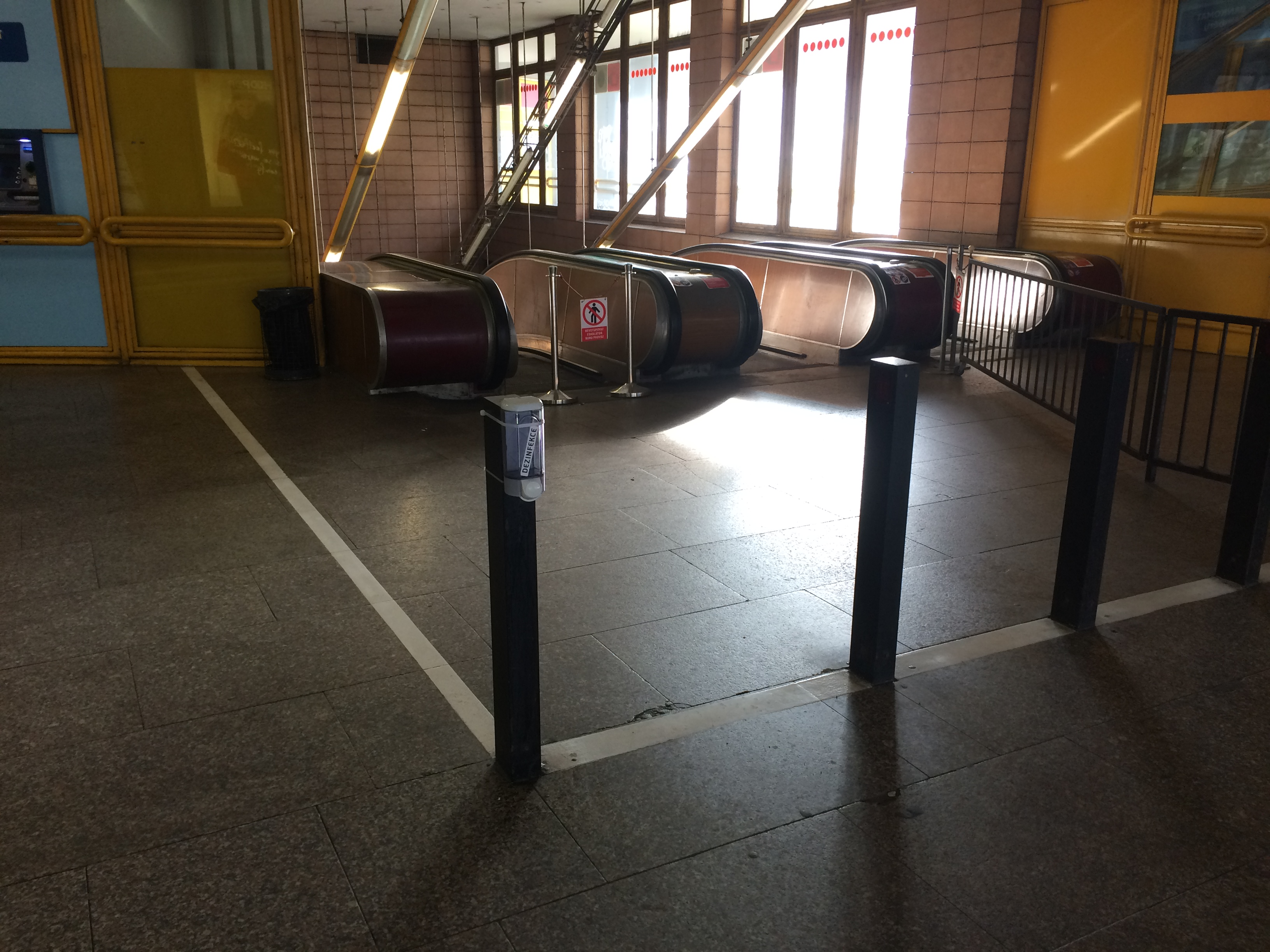
Прага, станция метро "Флоренц"